# EWI

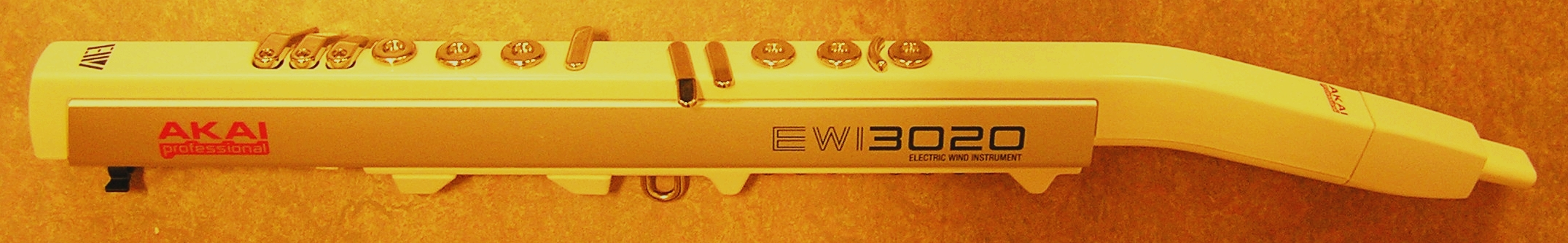
EWI

EWI (ang. Electric Wind Instrument) – seria dętych kontrolerów MIDI firmy AKAI, instrumentu muzycznego zaprojektowanego przez Nyle Steinera.
W Polsce na EWI grają m.in. Marcin Nowakowski, Maciej Maleńczuk, Łukasz Pęcak, Marek Podkowa i Tadeusz Rybarczyk oraz Krzysztof Rudowski, Waldemar Gołębski.